# Brynica (osada w powiecie kluczborskim)
Brynica – osada w Polsce położona w województwie opolskim, w powiecie kluczborskim, w gminie Wołczyn.
W latach 1975–1998 miejscowość należała administracyjnie do województwa opolskiego.

## Historia
W XIX w. wieś posiadała pieczęć gminną, na której wizerunku przedstawiono wspiętego lwa zwróconego w prawo.